# Convolvulus floridus
Convolvulus floridus är en vindeväxtart som beskrevs av Carl von Linné d.y.. Convolvulus floridus ingår i släktet vindor, och familjen vindeväxter.

## Underarter
Arten delas in i följande underarter:
- C. f. angustifolius
- C. f. densiflorus
- C. f. virgatus

## Bildgalleri

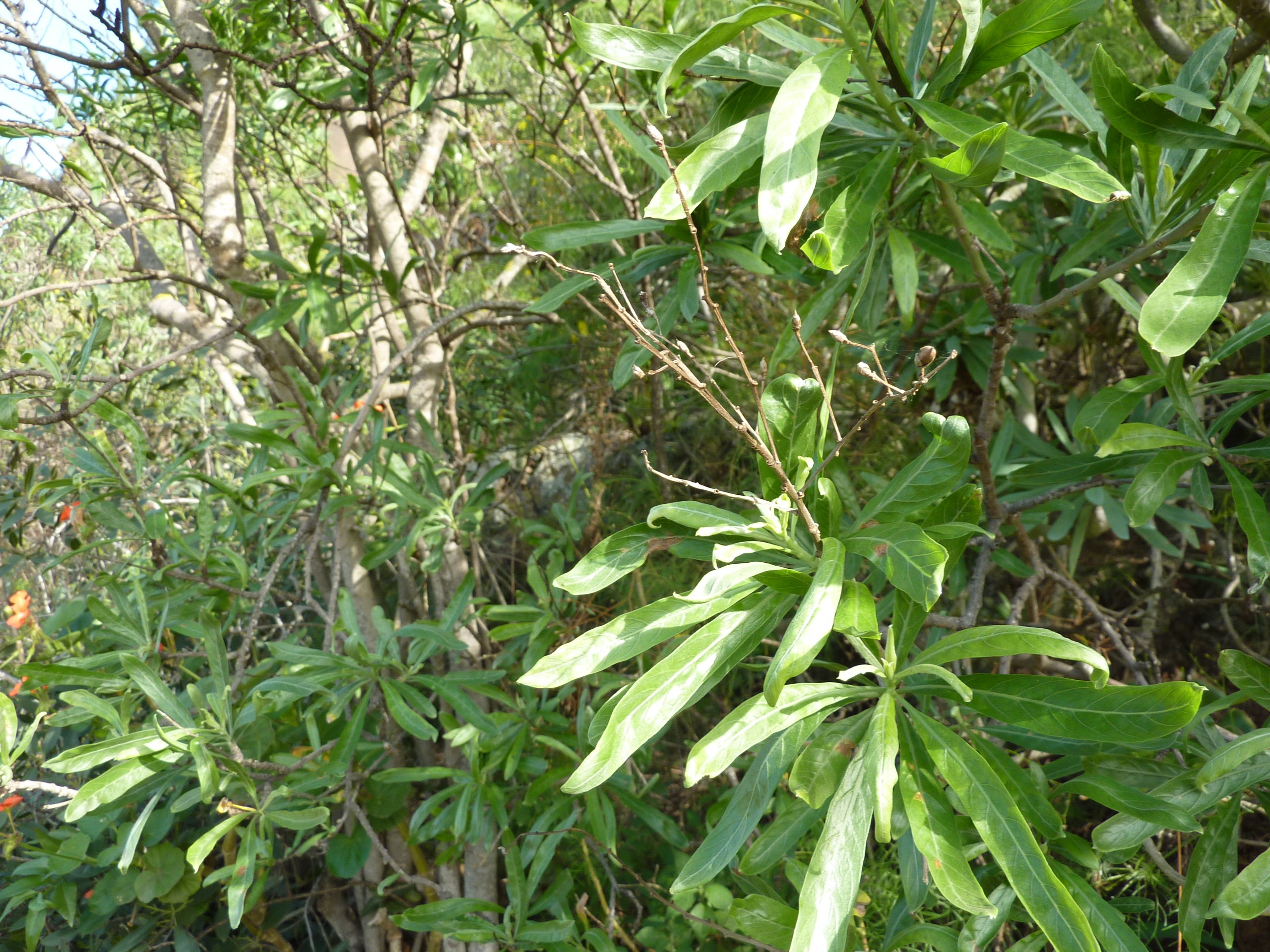
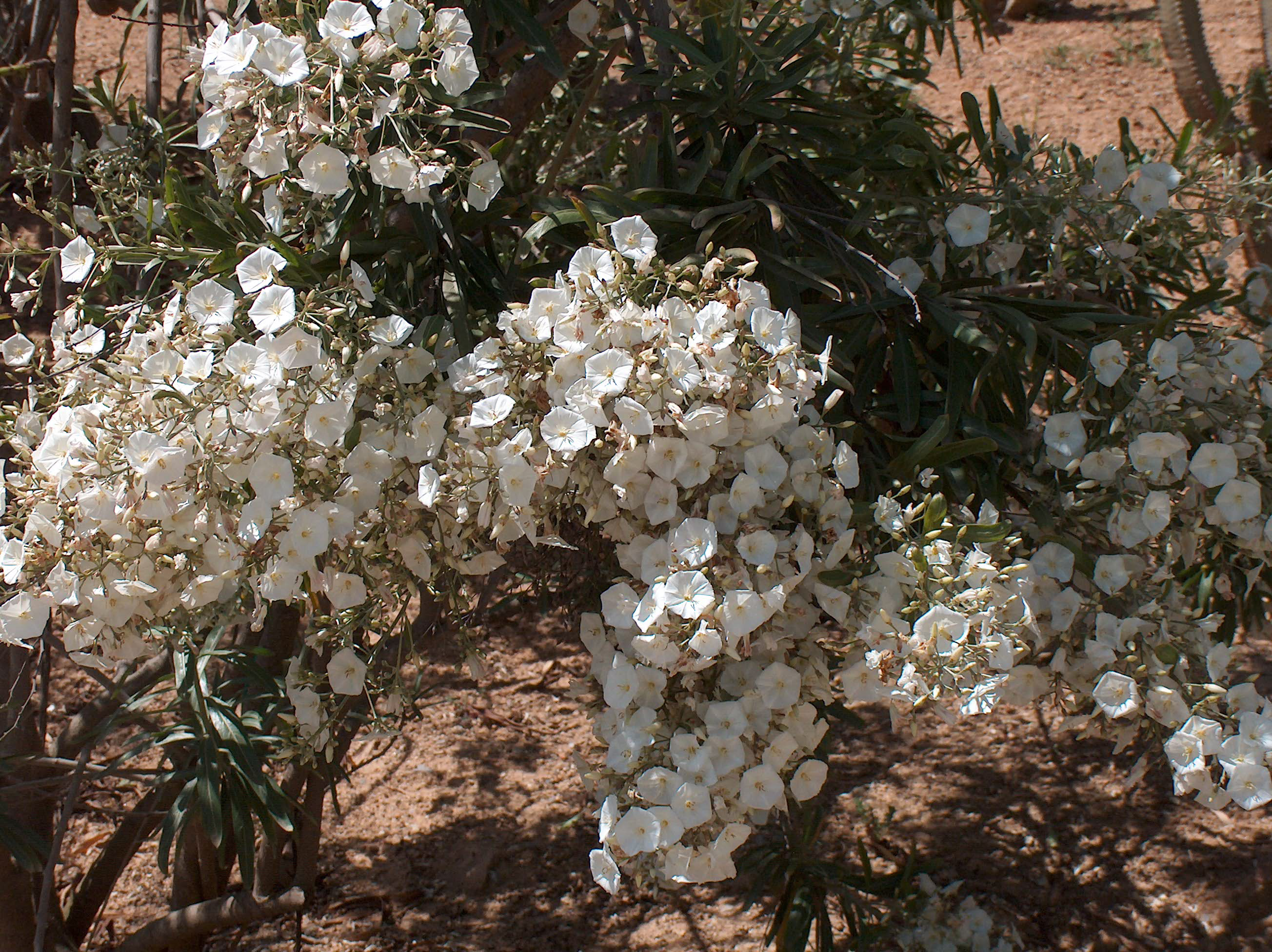
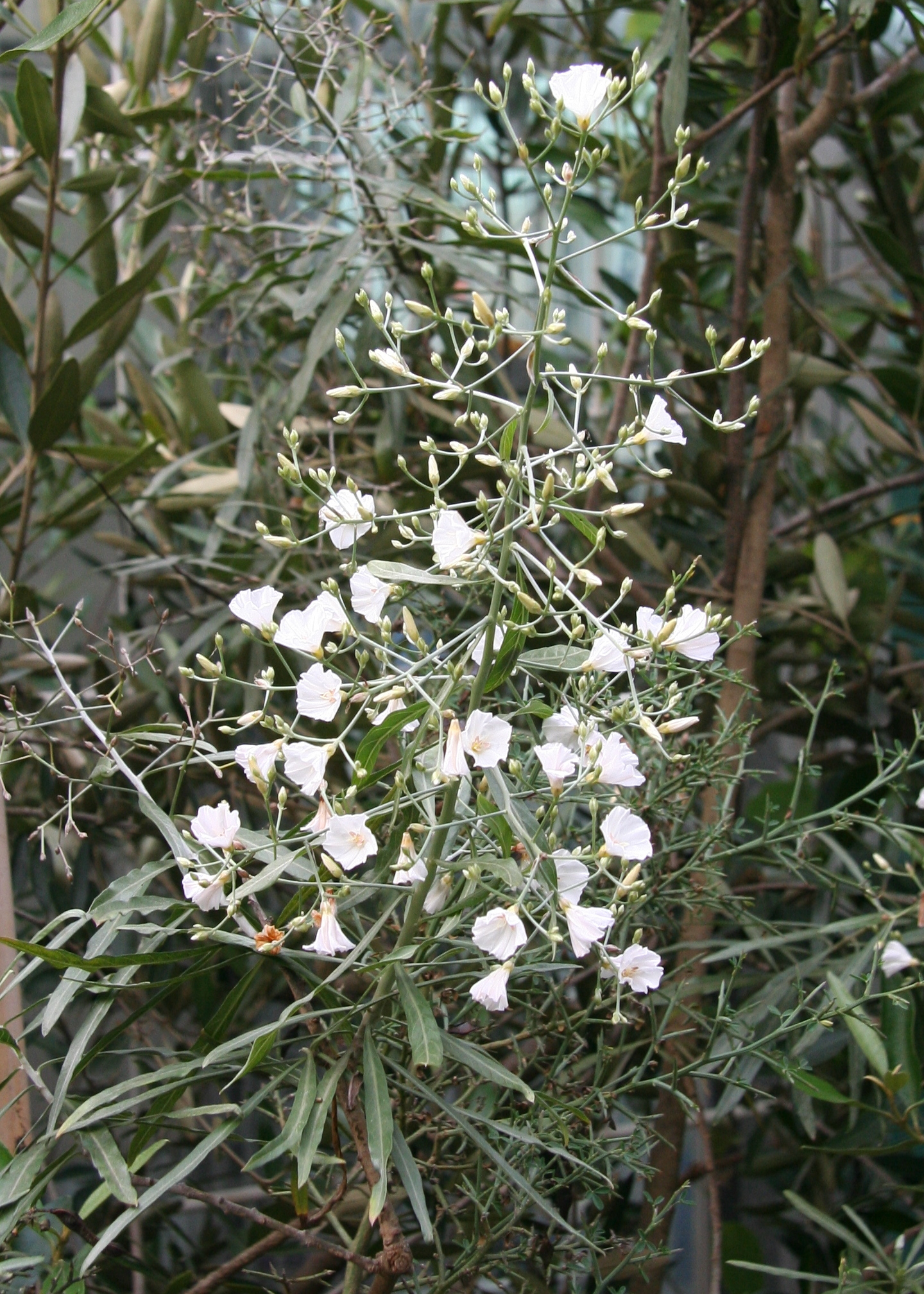
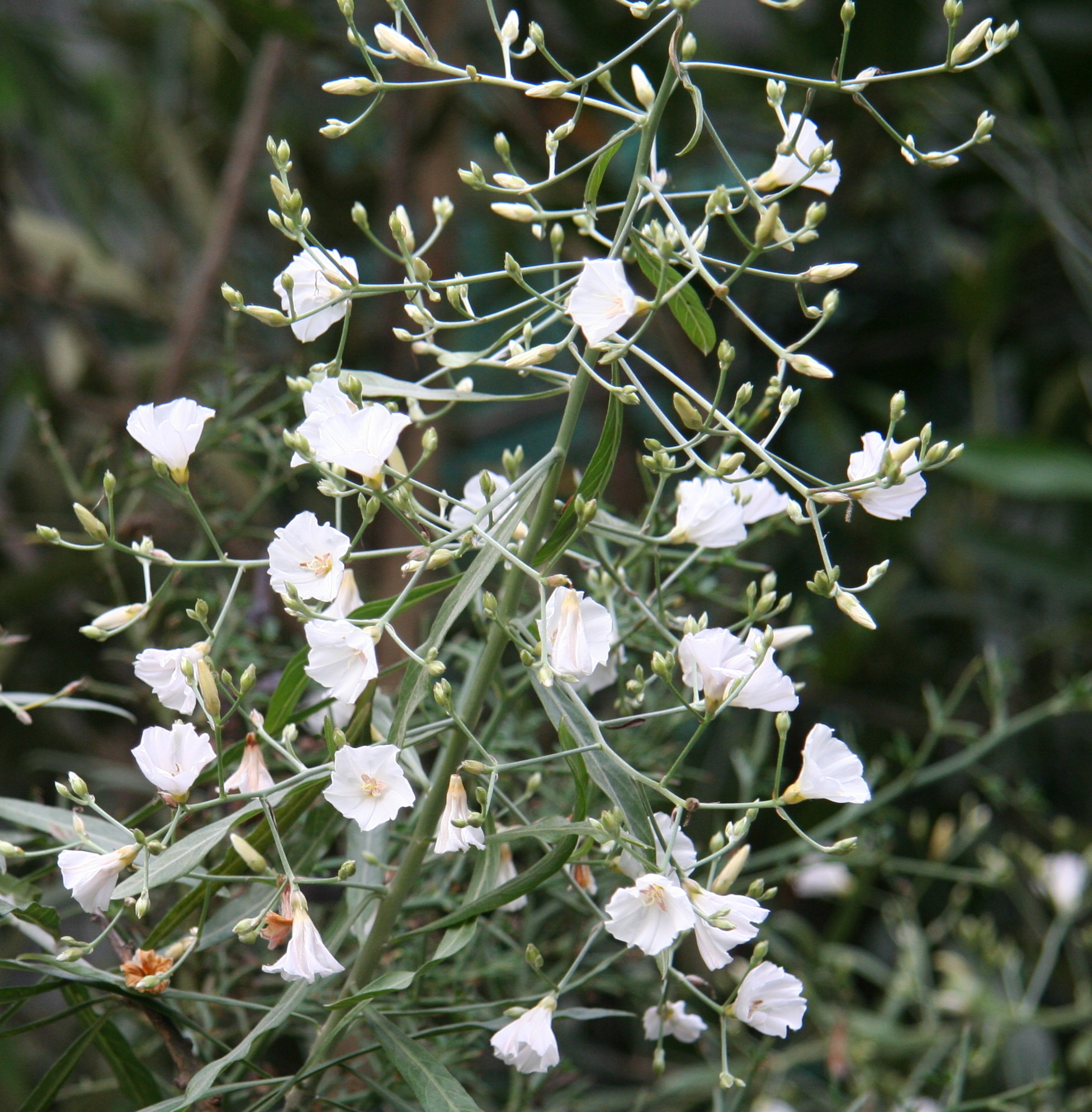
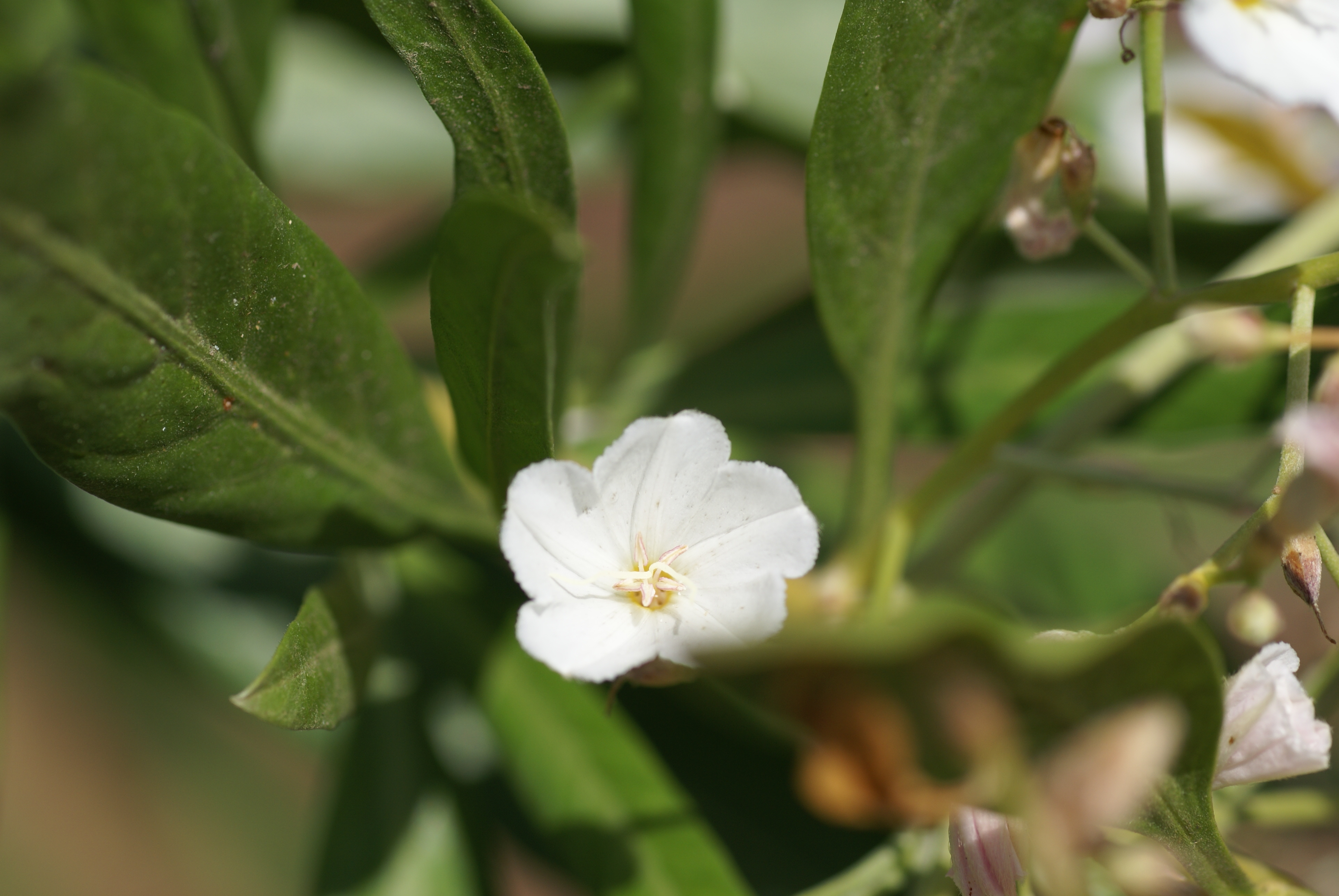